# Café Guarany
Le Café Guarany est un restaurant et un café historique  situé Avenida dos Aliados, au centre (Baixa) de  la ville de Porto au  Portugal.

## Histoire
Lorsque le Guarany Café a été inauguré le 20 janvier 1933, Rogério de Azevedo, l'architecte, responsable de la rénovation du lieu, a sollicité le sculpteur Henrique Moreira pour réaliser le haut-relief en marbre représentant un indien.
Guarani fait allusion aux indiens d'Amérique du Sud qui ont dominé la vaste région couvrant le Paraguay,  le Paraná (Brésil) et l'Uruguay. 

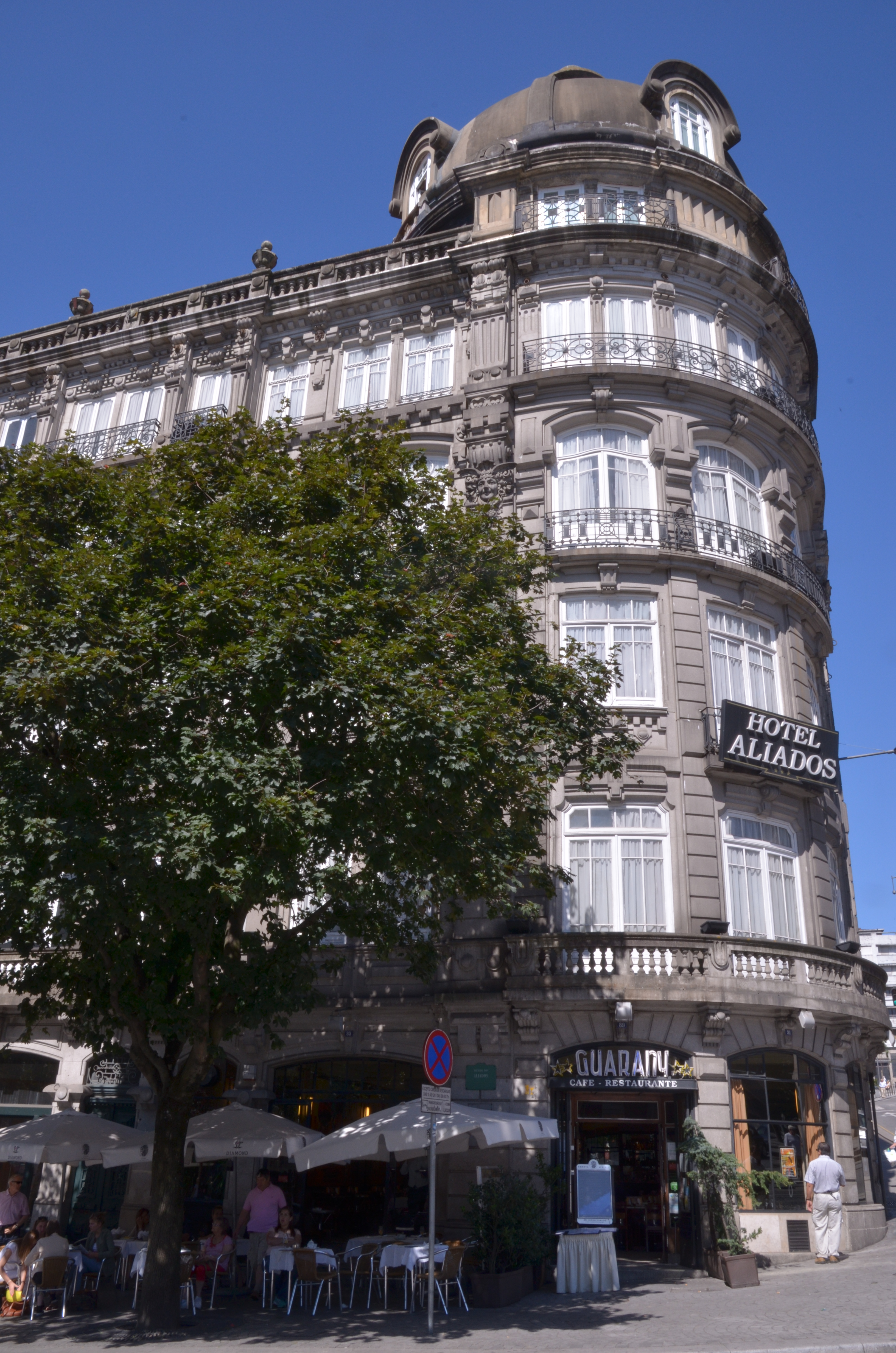
Café Guarany

L'appellation tropicale Guarany fait écho au Brésil comme le plus grand producteur du café au XXe siècle.
Durant les années 30, Porto a vu un boom des créations de café. Certains d'entre eux étaient établis Avenida dos Aliados. Par exemple, Le Sport Café s'adressait aux supporters de sports. Des cafés proposaient de nouveaux services comme des cafés-restaurants avec une ambiance musicale. L'ouverture du Guarany Café s'est réalisée dans ce contexte d'innovations.

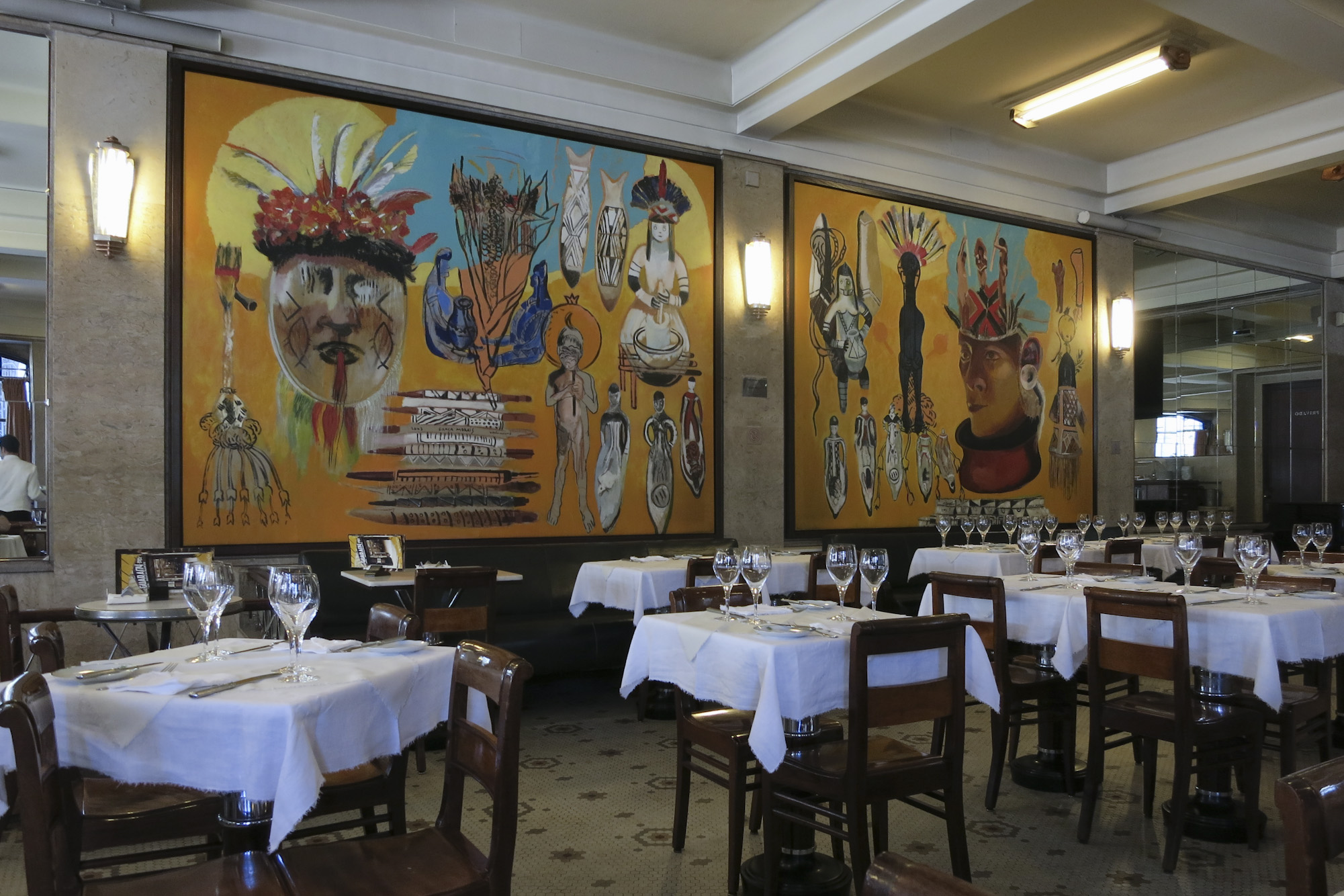
Intérieur du Café Guarany; peintures de Graça Morais

## Origine du nom Guarany
Au XVIIe siècle, les indiens Guaranis ont constitué la tribu indigène la plus importante, formant un groupe homogène en lien avec les  Tupinambas qui appartenaient à la plus grande famille linguistique du Brésil appelée le  Tupi-Guarani. 
Les Guaranis occupaient un immense espace qui comprenaient les états brésiliens de Rio Grande  du Sud, Santa Catarina, Paraná, São Paulo et Mato Grosso du Sud et les pays voisins comme le Paraguay, l'Uruguay, l'Argentine et la Bolivie.
Une des caractéristiques les plus importantes des tribus guaranis était l'absence de méthodes coercitives. Les chefs assumaient leurs rôles sans avoir recours à l'usage de la force.
Cette tribu a influencé le célèbre romancier José Martiniano de Alencar qui en 1857 a publié « Les Guarani » dont le sujet était une romance interdite entre  Cecília, une femme portugaise appartenant à la noblesse et Pery, le chef d'une tribu Guarani. 
Ce roman a plus tard inspiré Antônio Carlos Gomes lorsqu'il a composé son opéra “Il Guarany” qui a été présenté pour la première fois le 19 mars 1870 à la célèbre Scala de Milan en Italie.

## Caractéristiques
Les tables et les boiseries du café sont de style Art déco. Le sol affiche des mosaïques.
À l'intérieur, deux peintures acryliques et pastel de Graça Morais intitulées « Les seigneurs d'Amazonie », couvrent un pan entier d'un mur du Café.

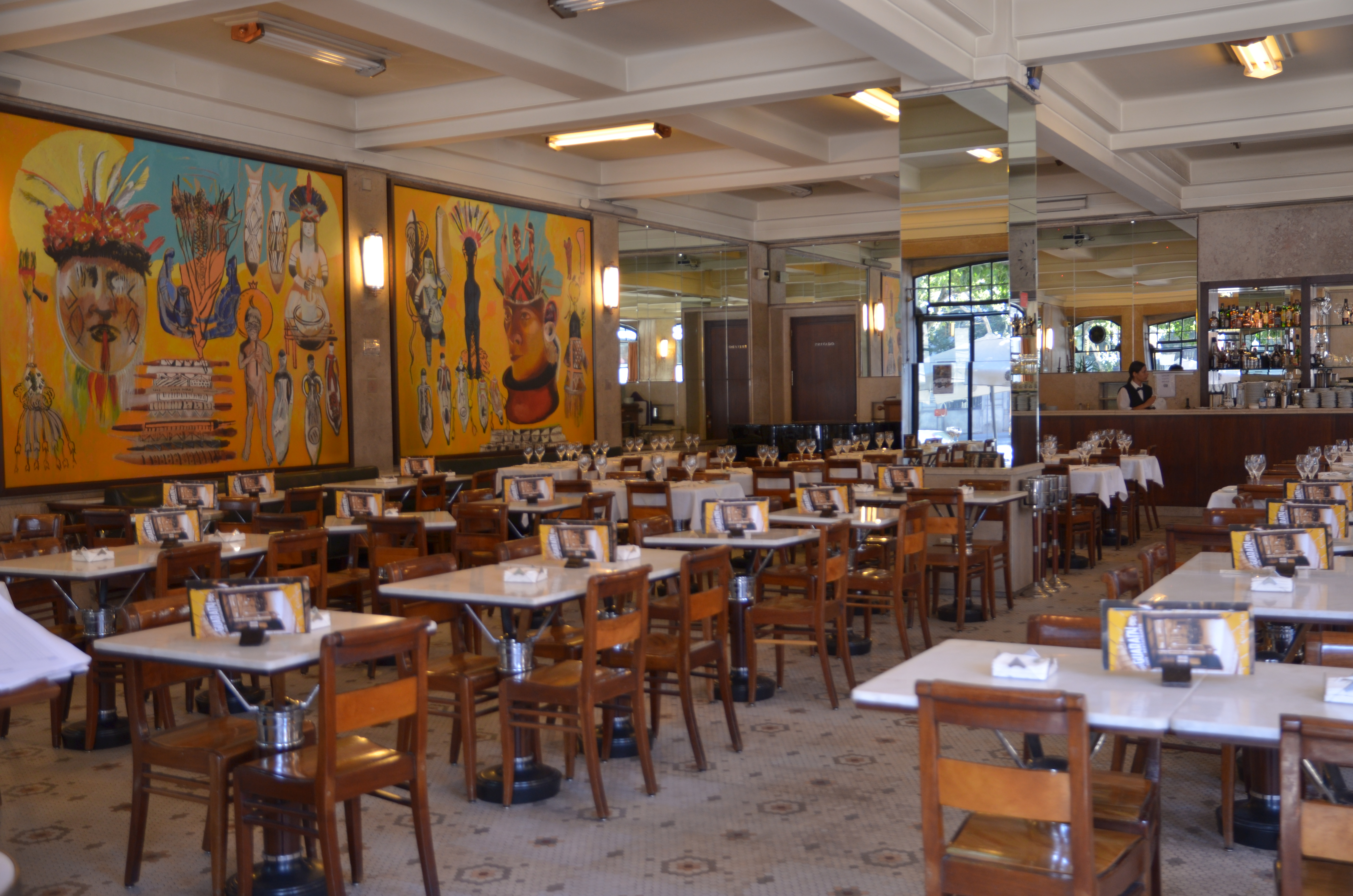
Vue intérieure du Café Guarany

L'artiste s'est inspiré du  modus vivendi de la tribu Guarani, de leur manière d'organiser leur vie quotidienne, des instruments qu'ils utilisaient. Il a mis en scène aussi leurs désirs et leurs douleurs.